# Feltorjai református templom

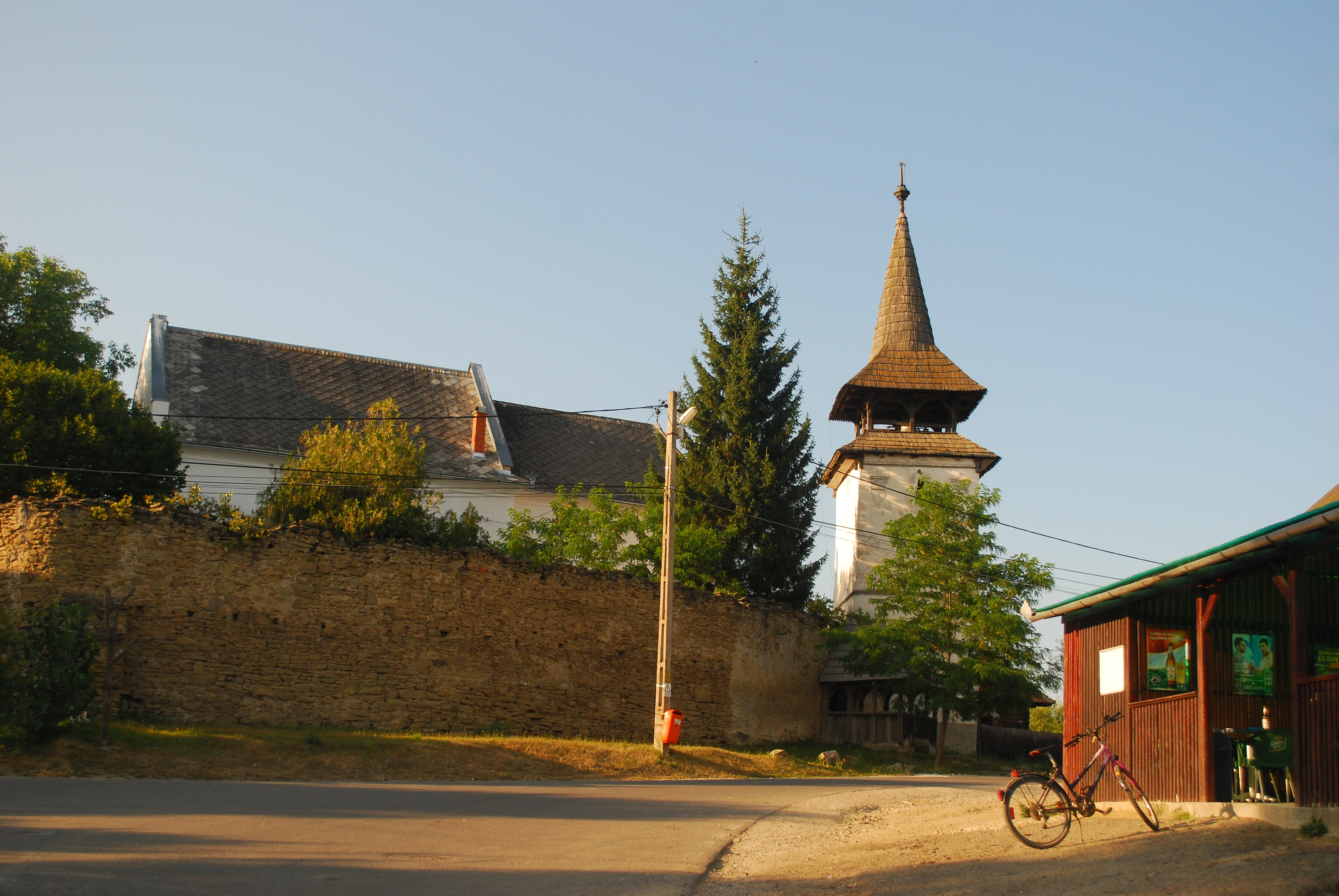
A feltorjai református templom

A feltorjai református templom a falu központjában, a Kézdivásárhely–Bálványos-útvonal jobb oldalán, egy enyhe magaslaton látható. A neogótikus, keletelt templomtól külön, a szentélytől délkeleti irányban emelkedik a középkori harangtorony, amely egykor kaputoronyként szolgált. A műemléképületet a napjainkban is épen álló, szabálytalan kör alakú várfal övezi. A romániai műemlékek jegyzékében CV-II-a-A-13300 sorszámon szerepel.

## A templom története
A falu első írásos említése a korabeli dokumentumok szerint 1307-re tehető, ahol Thorya néven szerepelt. A pápai tizedjegyék 1332-ben, később 1333-ban Toiyn Superior néven említette. Az 1567. évi regesztrumban Felső-Toija 22 kapuval volt bejegyezve.
A 13-14. század fordulóján épült román kori templom szentélyét a 16. század elején lebontották, és a nyolcszög öt oldalával záruló, csúcsíves és mérműves ablakokkal ellátott gótikus szentélyt építettek helyébe. Alatta temetkezési helynek kriptát is létesítettek.
Az új szentély kialakításával párhuzamosan a régi hajót boltozattal látták el, a külső falaira akkor kerültek a boltozatot tartó kettős tagozású, hornyolt vízvetőkkel ellátott támpillérek. A szentély tagozott lábazattal épült, amelyek a hajón is körbefuttattak. Az építkezések befejezése az egykori szentélyben látható felirat szerint 15-16. századra tehető.
A késő gótikus átépítéssel egyidőben felépült a templomot övező várfal és a bejárat védelmét biztosító kaputorony is.
Az 1838. évi földrengéskor a templom boltozata beszakadt, ezt egyszerű, lapos deszkamennyezetre cserélték fel. A templomot akkor még zsindelytető fedte.
A mai templom 1914 -1918 között épült, alaprajza a középkori templom falainak vonalát követi, középkori részletet sajnos nem őrzött meg.
A templom védőszentjének nevét a helység nevével együtt, az 1479-es oklevél örökítette meg, Zenth-Márton Thorya formában.

## A templom leírása
Feltorja korai, 13. századi templomáról a homokkőből faragott, déli oldalon lévő ajtókeret hengertaggal szegélyezett, félköríves timpanonja tanúskodik.
A Szent Márton tiszteletére felszentelt templom védőszentjének nevét a helység nevével együtt az 1479-es oklevél is megörökítette Zenth-Márton Thorya néven.
Apor Péter feljegyzése szerint a szentélyben a sekrestyeajtó felett egy kőtáblán az alábbi felirat állt:
,,Anno 1516 In honorem Sancti Martini Episcopi erexit Stephanus Apor" Az évszám csak újítást jelezhet, mert a templom sokkal régebbi. A szentély gótikus elemei is ezt igazolják: a sokszögzáródású és csúcsíves, díszműves ablakok, valamint az átalakított párkányzat.
Hajója román kori jegyeket őriz, déli oldalkapuját egyenes záródású félköríves hengertag övezi és tetőzi. Az ívmezőkön egykor boltívezett dombormű állt, amelyet az oldaltámjai is bizonyítanak.
A szentély négy lépcsővel emelkedik a hajó szintje fölé, alatta hajdanában altemplom volt, amelyet később befalaztak.
A várfal vastagsága az alapnál 140 centiméter, mai magassága 4,50-5,00 méter között van. A keleti és déli oldalon a védőfal vonala hétszer megtörik, a nyugati és északi oldalon pedig egyenletes görbületet követ. A délnyugati oldalon, kívül két támpillér erősíti a falat, amelyek a várfallal egyidősek. Az északnyugati oldalon egy utólag elfalazott ajtónyílás és annak szemöldökgerendája látható.
A falak belső oldalán, 3 méter magasságban párkány fut körbe, amelynek magasságában az egykori védőfolyosó kapott helyet. A délkeleti oldalon, a torony mellett van a cinterem egyetlen bejárata, amely későbbi kivágásnak látszik. Az ajtó elé, faragott gerendákból egy zsindellyel fedett portikusz áll, amelynek egyik tartógerendáján a következő bevésett felirat olvasható:
„1770 építtetett ezen kis Czinterem Isten ditsőségére Baitok Mihály és Ferentz industriajából".

A templom szentélyétől délkeletre, alig néhány méterre a harangtorony emelkedik, amely egykor a vár bejáratának védelmét szolgálta. A kapualj soha nem volt boltozott, egykori bejáratának mind belső, mind külső nyílása csúcsíves záródású lehetett. A kapualjból egy déli irányba nyíló keskeny, magas lőrés részlegesen elfalazott fülkéje látható.
A torony falán a legfelső emeletet kivéve sem lőrést, sem annak nyomát nem találni. A toronyba való feljárást a középkorban is, akárcsak ma, a kapualjból induló grádics biztosította. A torony legfelső emeletén a négy fő irányba egy-egy lőrés nyílik. Ezeket kívülről későbbi eredetű stukkódísz keretezi.
A tornyot zsindelyes, nyolcszögű hegyes gúlában végződő sisak borítja, amelyet az enyhébb lejtésű alsó szinttől egy tornácos rész választ el. A 18. századi figyelő elsősorban a barokk tornyok széles hangablakainak szerepét töltötte be. Formavilága még a régi, a védelmet és megfigyelést biztosító erkélyes toronysisakok jegyeit hordozza.

## Külső hivatkozások
- Templomok[halott link]